# نعلبکی
نعلبَکی عامیانۀ آن نلبِکی به ابزاری گفته می‌شود که شبیه بشقاب با مقیاس کوچکتر است و زیر استکان، لیوان، فنجان گذاشته می‌شود. از آن برای نوشیدن چای یا قهوه به جهت سرد شدن مایع استفاده می‌شود

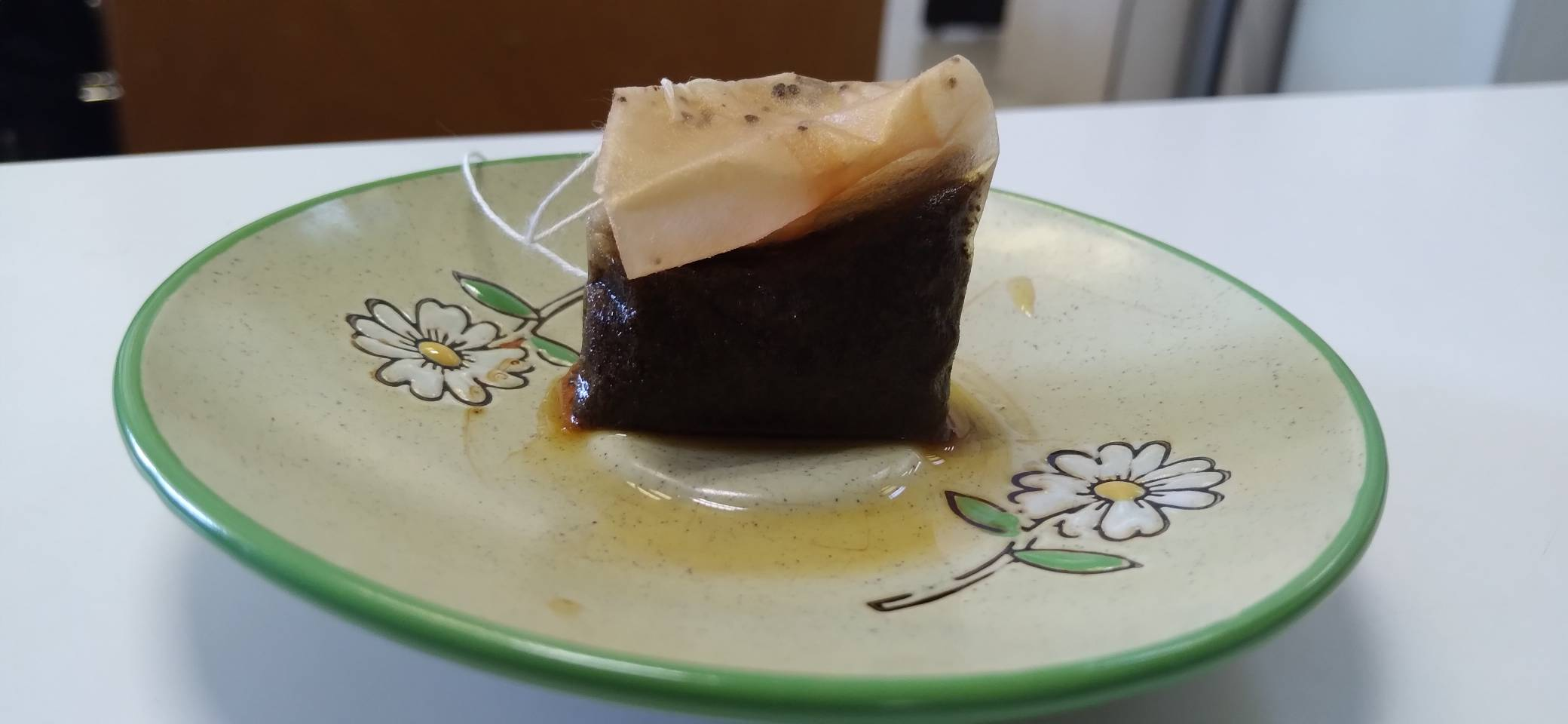
نعلبکی با طرح دو گل سفید یا یک چای کیسه‌ای استفاده شده در آن

## نگارخانه

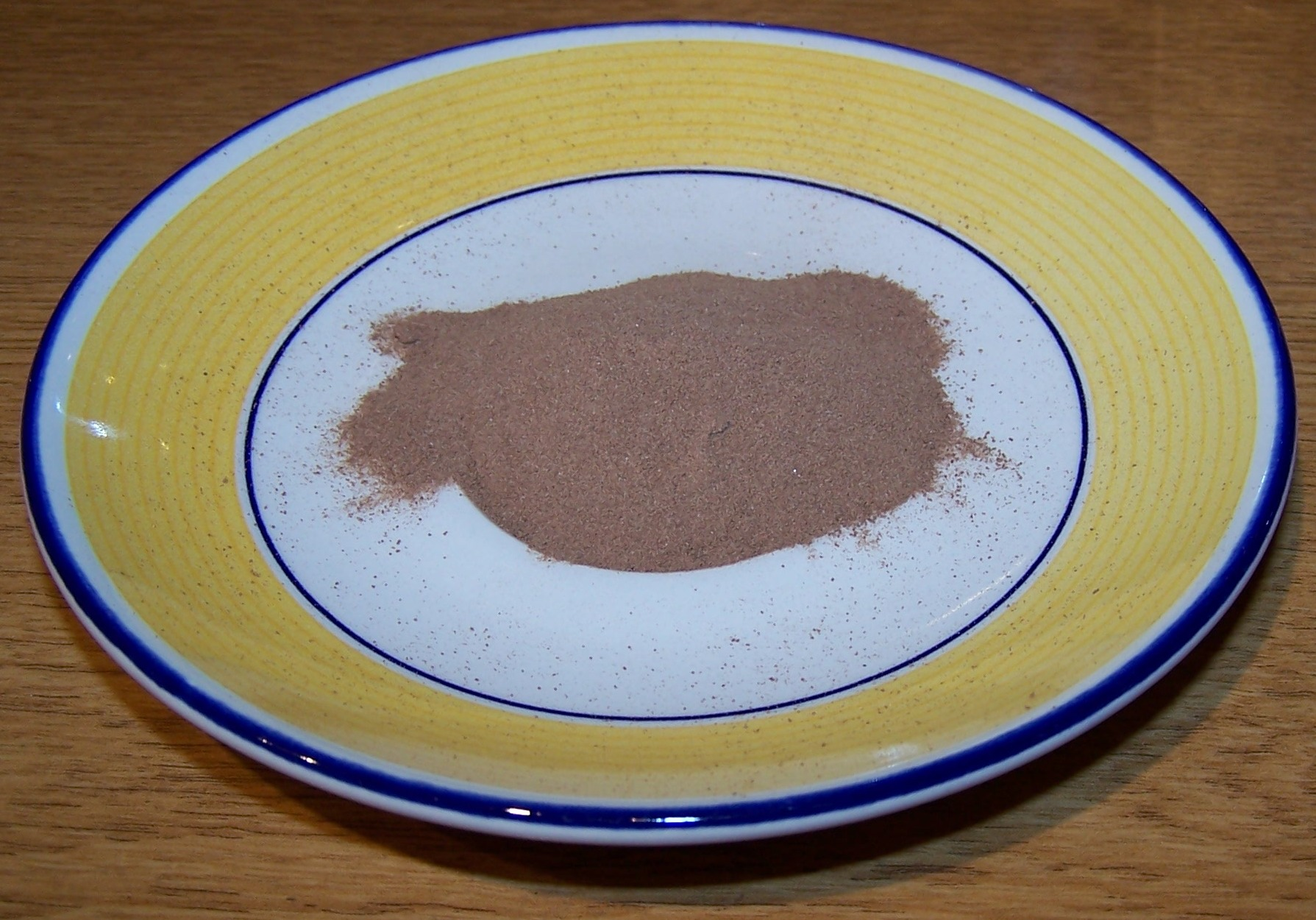
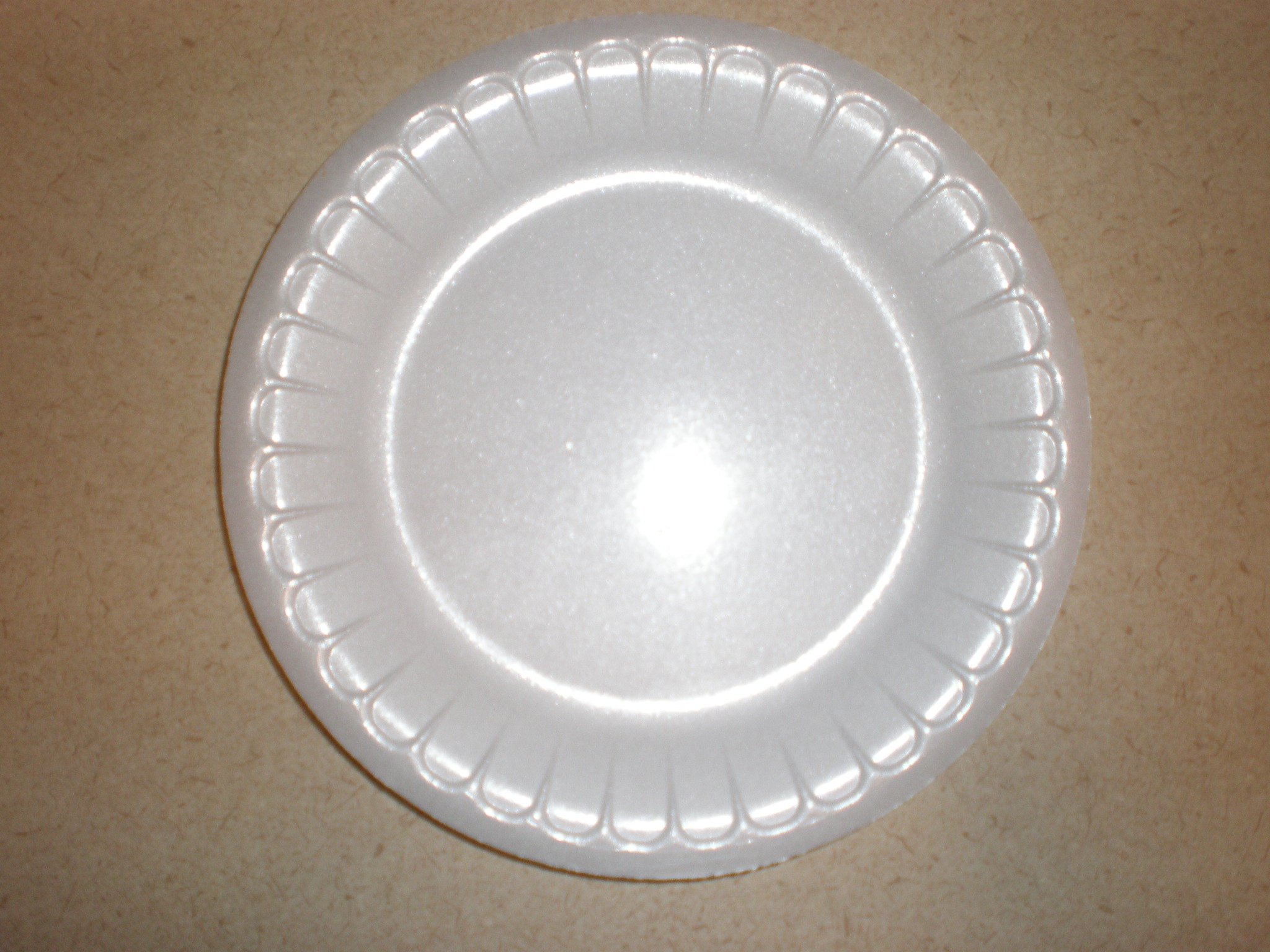
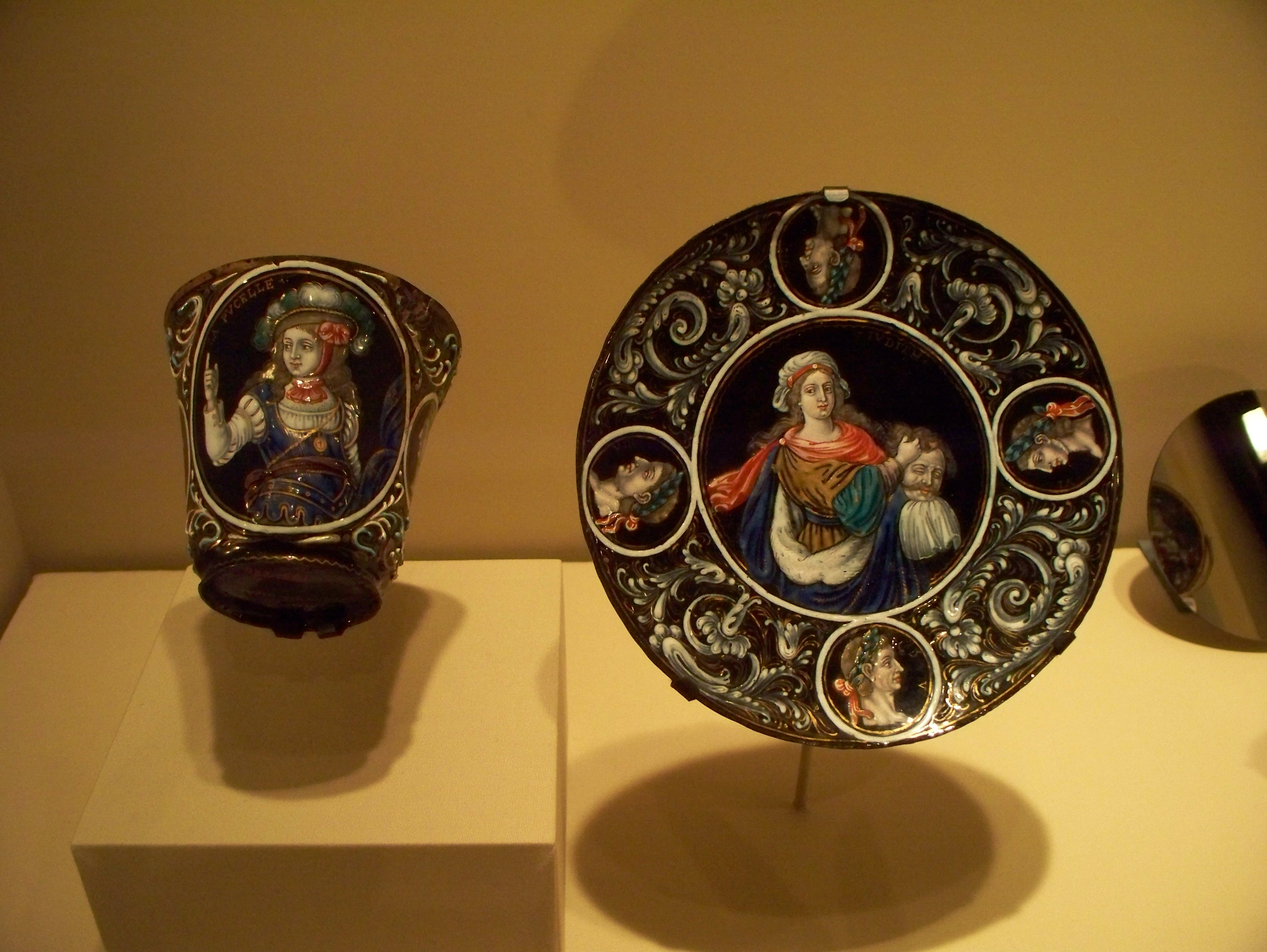

## نام

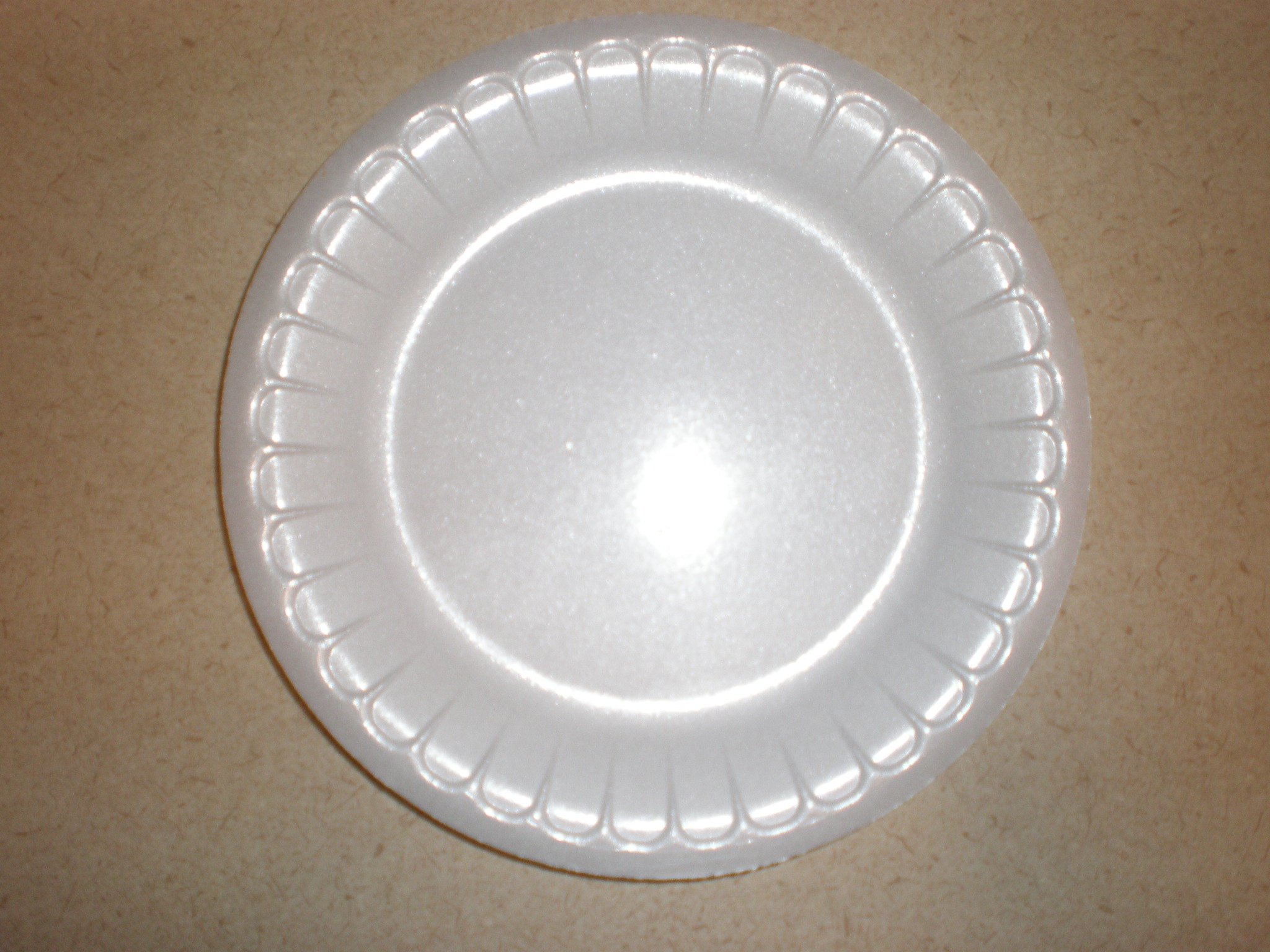

نَعلبَکی ظرف کم‌عمق و مدور که استکان چای را در آن گذارند. بعضی این کلمه را مأخوذ از روسی دانسته‌اند و بعید می‌نماید؛ مؤلف فرهنگ نظام آرد: «این لفظ در کتاب جواهرنامهٔ محمدبن منصور تألیف قرن نهم هجری قمری آمده، پس با تلفظ نلبکی و از زبان روسی نیست». تصور می‌رود که این کلمه اصلاً نعلکی، از نعلک + ی (علامت نسبت) بوده، چنان‌که در متن برهان قاطع ذیل نعلک آمده‌است. . مرحوم علامهٔ قزوینی نیز در یادداشتهای خود نعلبکی را از همین ماده گرفته‌اند، اما علت افزودن «ب» معلوم نشد. معرب این کلمه هم در تلفظ عرب معاصر نعلبکی است.

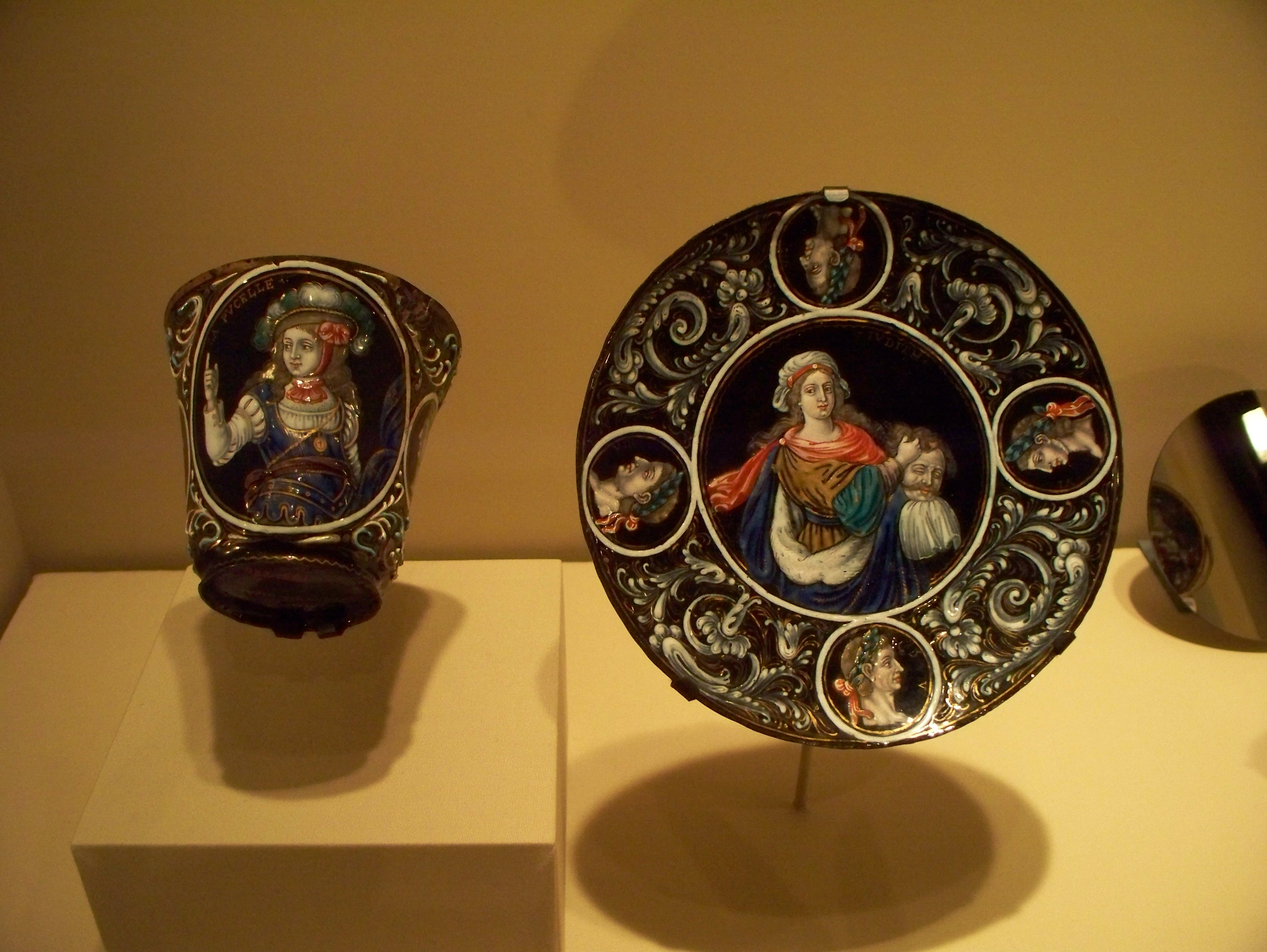
نمونه‌ای از نعلبکی در خارج از ایران